# Bijolia
Bijolia fou una thikana o jagir de l'antic principat de Mewar, formada per 90 pobles i una vila. La capital era la vila de Bijolia, a l'altiplà d'Uparmal, propera a la frontera amb Bundi (avui districte de Bundi) i a uns 180 km al nord-est de Mewar i 85 km al sud-est de Bhilwara. Avui dia és part del districte de Bhilwara. El seu antic nom fou Vindhyavali i està rodejada de muralles.
A aquesta thikana, a la zona de la capital, hi havia tres temples shaivahites del segle X, cinc temples jains dedicats a Parasnath o Paraswnath (situats a entre 1 i 2 km al sud-est), una cisterna anomenada Mandakini Baori, les restes d'un antic palau del segle XII i dos inscripcions a la roca datades el 1170. La majoria dels temples han desaparegut totalment o només resten ruïnes; el més destacat és el temple de Hajaresvara Mahadeva amb una alta linga rodejada de centenars de petites lingues, per la qual cosa porta també el nom de Hajaresvara o Sahastralinga; altres temples que cal esmentar són els de Mahakala, de Baijanath i d'Undeshwar Mahadeva. A la vora del Mandakini Kund hi ha també una gran cisterna.
L'estat era governat per un thakur (noble) de primera classe de Mewar, amb títol de rao sawai. La família era del clan puar dels rajputs, emparentada amb els governants del principat de Dhar, que es van establir a Mewar en temps d'Umra Singh, al començament del segle XVII.

## Llista de governants
- Ashoka, vers 1510
- Sajjan Singh
- Mammar Khan (potser Mammar Singh)
- Dungar Singh
- Subhkaran I
- Keshav Das I
- Indra Bhan
- Bairi Sal
- Durjan Sal
- Vikram Aditya
- Mandhata Singh, vers 1769 (primer sawai rao, abans només rao)
- Subhkaran II
- Keshav Das II ?-1856
- Govind Das 1856-1895
- Krishna Das (Kishan Singh) 1895-?
- Prithwi Singh
- Kesri Singh

## Nota
1. ↑  construïts per Mahajan Lala en temps de Chahuan Raja, someshwar d'Ajmer el 1170